# سینما بهمن تهران
سینما بهمن (نام پیشین: سینما کاپری) از سینماهای تهران است که در سال ۱۳۴۴ در دو سالن با ظرفیت ۱۱۷۰ نفر تأسیس شد. این سینما دارای درجه کیفی «ممتاز» می‌باشد. در حال حاضر حوزه هنری سازمان تبلیغات اسلامی مالکیت این سینما را بر عهده دارد.
سینما بهمن چهار سالن با گنجایش‌های ۵۲۲، ۴۵۰، ۵۵ و ۵۱ صندلی دارد و مجهز به سیستم دالبی و سیستم پخش دیجیتال D-Cinema و سایر تجهیزات جدید سینمایی است. این سینما در ضلع شمال شرقی میدان انقلاب و در مجاورت دانشگاه تهران واقع شده‌ است.

## نگارخانه

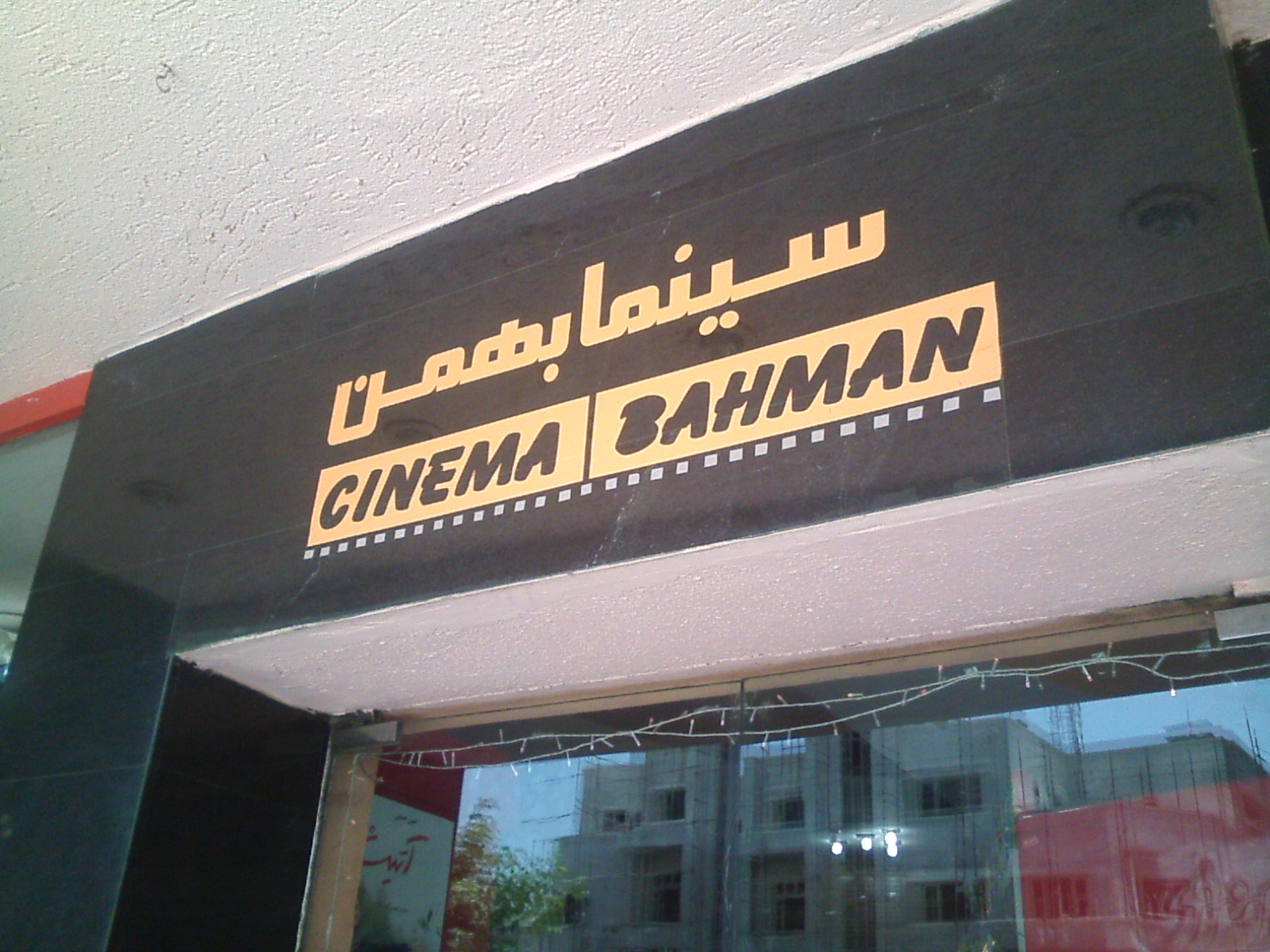
ورودی
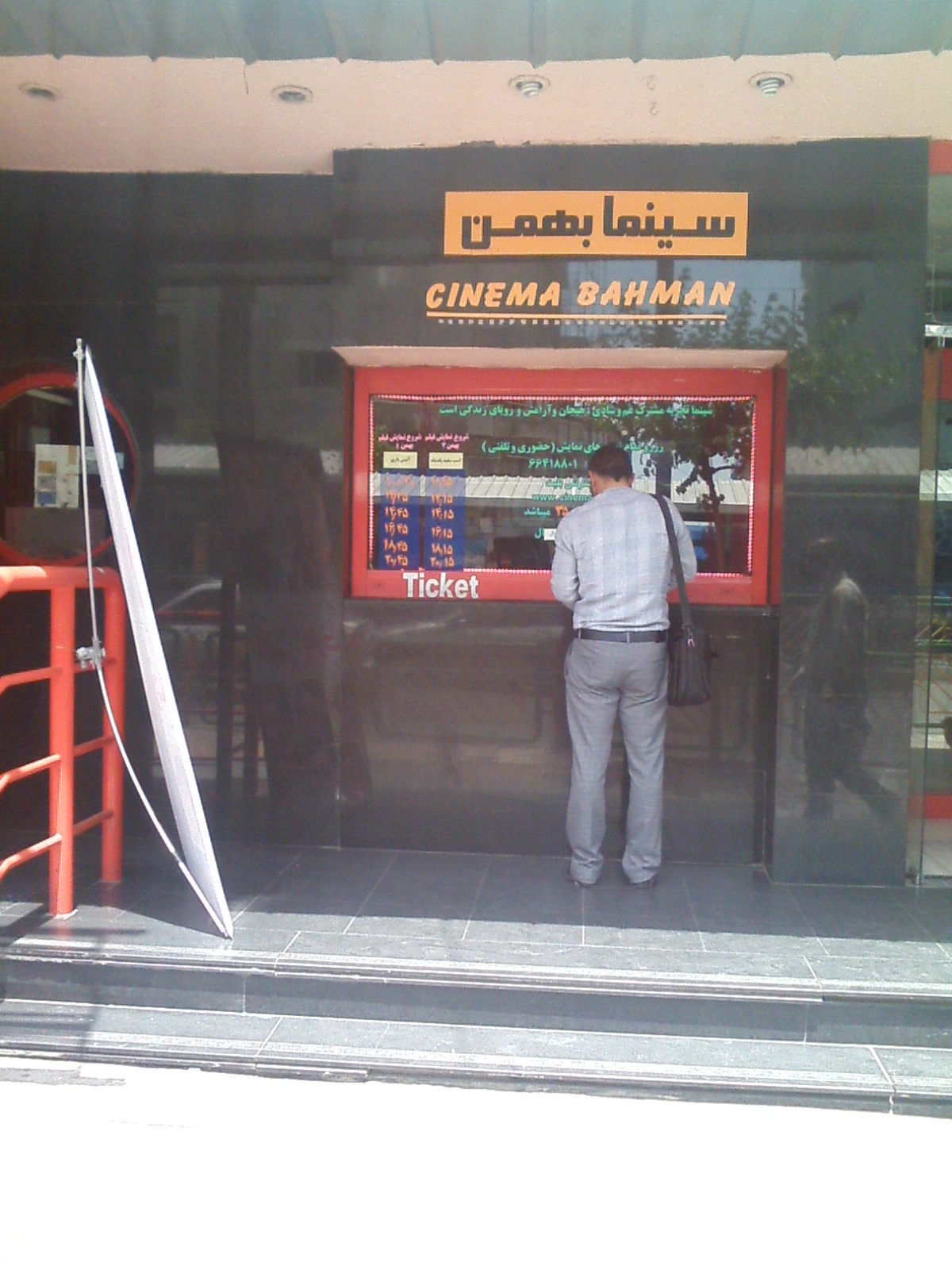
گیشه
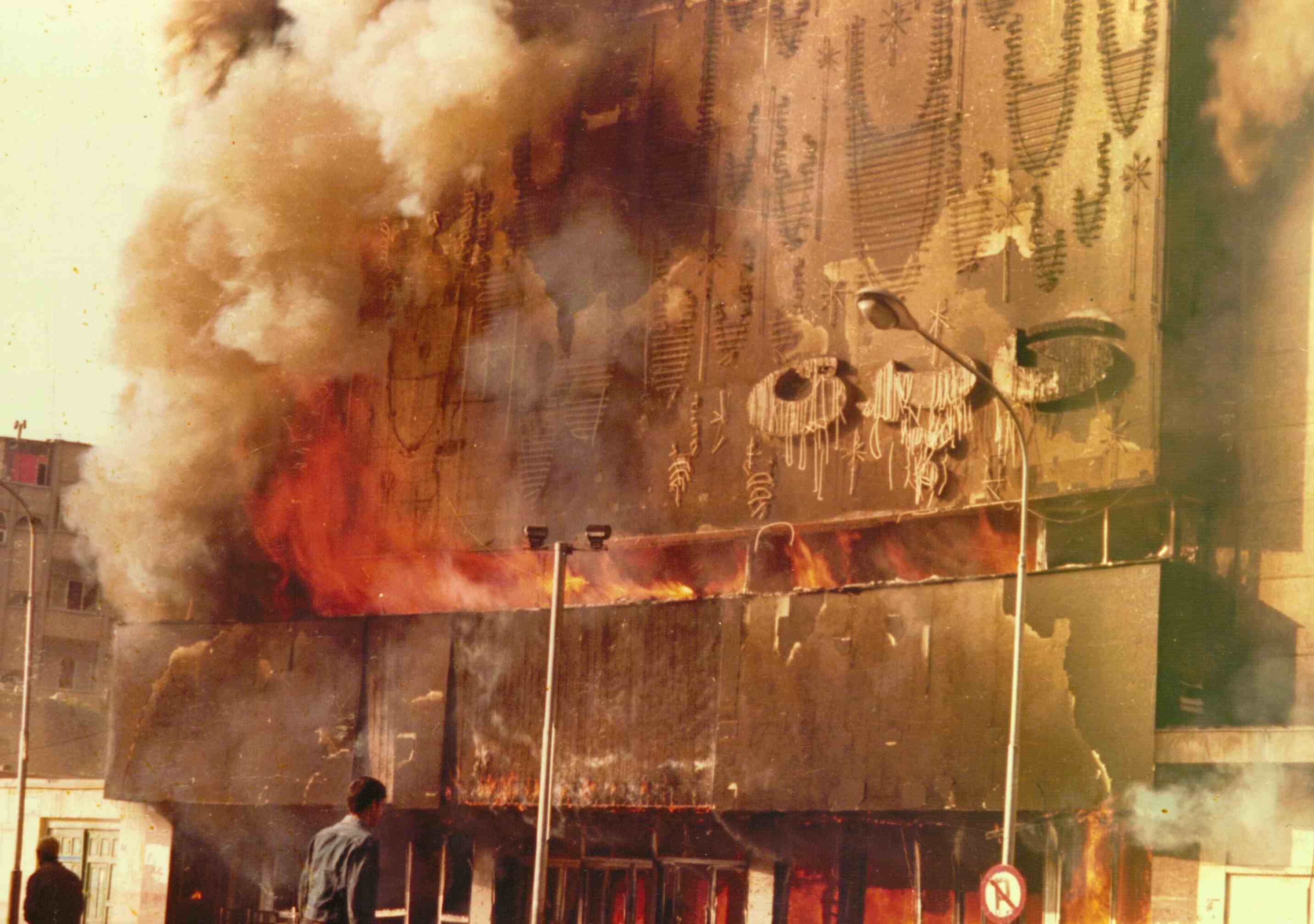
سینما کاپری در انقلاب ۵۷ در حال سوختن